# Secretaria de Serviços Urbanos de Porto Alegre

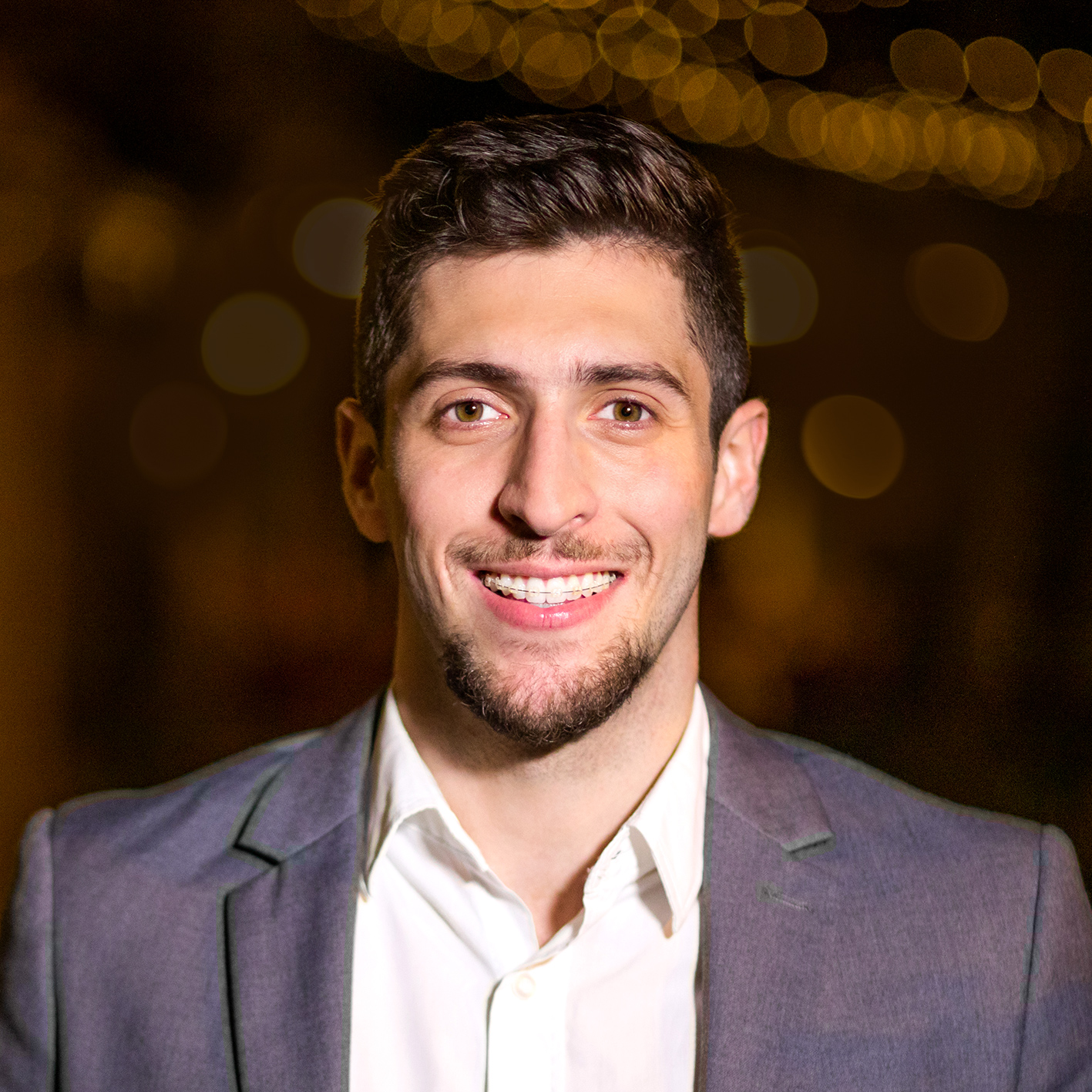
Marcos Felipi Garcia, Secretário Municipal de Serviços Urbanos de Porto Alegre.

A Secretaria Municipal de Serviços Urbanos (SMSUrb) é um dos órgãos executivos da cidade de Porto Alegre, capital do estado brasileiro do Rio Grande do Sul. Foi criada pela Lei Complementar nº 810, com o objetivo de atuar na coordenação e no controle de ações de zeladoria urbana. Cabe a essa secretaria atuar de forma integrada nas ações relativas a limpeza, manutenção e conservação de vias do município.
É constituída pelo Departamento Municipal de Limpeza Urbana (DMLU), pela Diretoria de Conservação de Vias Urbanas (DCVU), pela Coordenação de Iluminação Pública (CIP), pela Equipe de Manejo Arbóreo (EMA).
A SMSUrb foi criada em janeiro de 2017 na reforma administrativa da Prefeitura de Porto Alegre, quando foram extintas 16 secretarias e órgãos como o Departamento de Esgotos Pluviais (DEP). A proposta foi encaminhada pelo executivo e foi aprovada com 27 votos favoráveis e 6 contrários.
O primeiro titular da Secretaria Municipal de Serviços Urbanos é Marcos Felipi Garcia, vereador suplente de Porto Alegre e o mais jovem secretário da história da cidade.